# Barão da Areia Larga
Barão de Areia Larga é um título nobiliárquico criado por D. Fernando II de Portugal, Regente durante a menoridade de D. Pedro V de Portugal, por Decreto de 22 de Fevereiro de 1854 e Carta de 12 de Março de 1857, em favor de António Garcia da Rosa.
Titulares
1. António Garcia da Rosa, 1.º Barão de Areia Larga;
2. Manuel Maria Garcia da Rosa, 2.° Barão de Areia Larga.